# カルロス・マルティンス
カルロス・ジョルジュ・ネト・マルティンス（Carlos Jorge Neto Martins, 1982年4月29日 - ）は、ポルトガル共和国ポルト県オリヴェイラ・ドゥ・オスピタル出身の元同国代表サッカー選手。現役時代のポジションは攻撃的ミッドフィールダー。

## 経歴

### クラブ

#### スポルティングCP
8歳の時にスポルティングCPの下部組織に入団したが、負傷がちなことや伝統的な基準を逸脱したプレースタイルなどから、ほぼ毎シーズン、トップチームに引き上げる基準に達していないと判断された。2001年にはSCカンポマイオレンセにレンタル移籍し、そこでスーペル・リーガデビューした。2003年1月にはアカデミカ・コインブラにレンタル移籍して半年間プレーした。2005-06シーズンはやんちゃな性格が練習で存分に発揮された。その上、常にフィジカル面での問題を抱えていたが、わずか13試合の先発出場ながら2得点を挙げている。才能を無駄にしているとみなされ、守備能力とプロ意識の改善が必要とされた。規律に反するふるまいを繰り返したため、2007年2月、パウロ・ベント監督はマルティンスの契約が残っているにもかかわらず数ヶ月の間ベンチ外とした。

#### レクレアティーボ
この問題児にとっては海外移籍が唯一の選択肢であり、2007年6月、スペイン・リーガ・エスパニョーラのレクレアティーボ・ウェルバに移籍して再起を図った。2007-08シーズンは32試合に出場して6得点を挙げた。彼はエスタディオ・ヌエボ・コロンビーノに集うサポーターのお気に入りであり、メディアやサポーターによって「レクレアティーボのスティーヴン・ジェラード」、「カルリートス」(Carlitos) というニックネームが付けられた。

#### ベンフィカ
2008年7月1日、SLベンフィカと5年契約を結んだ。移籍金は300万ユーロであり、40%がレクレアティーボに、40%がスポルティングCPに、20%が選手自身に支払われた。2008-09シーズンは決して不可欠な選手というわけではなかったが、レギュラークラスの選手として起用され、タッサ・ダ・リーガのヴィトーリア・ギマランイス戦 (2-0) で初得点を挙げた。2009年3月21日に行われた同大会決勝の古巣スポルティング戦ではPK戦でPKを決めてタイトルを獲得した。2009-10シーズン序盤は怪我が頻発して先発メンバーを外れることが何度もあったが、後半戦には復調して顕著な成績を残した。2010年3月21日、前年の決勝からきっちり365日後にタッサ・ダ・リーガ決勝が行われ、FCポルト相手に30mの距離から直接フリーキックを決めて優勝に貢献した。
2011年8月13日、スペイン・プリメーラ・ディビシオン（1部）に昇格したばかりのグラナダCFにレンタル移籍した。

#### ベレネンセス
2014年9月16日、契約満了によりベンフィカを退団し、翌月、1年契約でCFベレネンセスに移籍した。2016年に現役を引退した。

### 代表
U-21ポルトガル代表やU-23ポルトガル代表に招集され、2004年夏にはUEFA U-21欧州選手権とアテネオリンピックの両方に出場。2006 FIFAワールドカップ後、UEFA EURO 2008予選のフィンランド戦とデンマーク戦のためにポルトガルA代表に初招集され、デビュー戦では申し分ないプレーを見せた。その後は4年近くの間、めったに招集されることはなかったが、2010年9月のUEFA EURO 2012予選・デンマーク戦とアイスランド戦に向けて、かつてスポルティングでマルティンスに手を焼いたパウロ・ベント監督は再び彼を招集すると、2戦ともに先発出場し、ともに3-1で勝利した。2011年11月15日、UEFA EURO 2012予選のボスニア・ヘルツェゴビナの試合当日、3歳になる息子が再生不良性貧血という病気であり、骨髄移植が必要であることが明らかにされた。

## 個人成績

### クラブでの出場記録
2011年7月27日時点
| クラブ             | シーズン | 国内リーグ | 国内リーグ | 国内カップ | 国内カップ | 国内リーグカップ | 国内リーグカップ | 欧州カップ | 欧州カップ | 通算 | 通算 |
| クラブ             | シーズン | 出場       | 得点       | 出場       | 得点       | 出場             | 得点             | 出場       | 得点       | 出場 | 得点 |
| ------------------ | -------- | ---------- | ---------- | ---------- | ---------- | ---------------- | ---------------- | ---------- | ---------- | ---- | ---- |
| スポルティングCP   | 2000-01  | 1          | 0          | 0          | 0          | 0                | 0                | 0          | 0          | 1    | 0    |
| カンポマイオレンセ | 2001-02  | 27         | 1          | 2          | 0          | 0                | 0                | 0          | 0          | 29   | 1    |
| スポルティングCP   | 2002-03  | 6          | 0          | 1          | 1          | 0                | 0                | 1          | 0          | 8    | 1    |
| アカデミカ         | 2002-03  | 9          | 0          | 2          | 0          | 0                | 0                | 0          | 0          | 11   | 0    |
| スポルティングCP   | 2003-04  | 14         | 2          | 1          | 0          | 0                | 0                | 2          | 0          | 17   | 2    |
| スポルティングCP   | 2004-05  | 22         | 5          | 2          | 2          | 0                | 0                | 7          | 0          | 31   | 7    |
| スポルティングCP   | 2005-06  | 21         | 2          | 3          | 0          | 0                | 0                | 0          | 0          | 24   | 2    |
| スポルティングCP   | 2006-07  | 12         | 0          | 1          | 0          | 0                | 0                | 3          | 0          | 16   | 0    |
| 通算               | 通算     | 141        | 13         | 12         | 3          | 0                | 0                | 13         | 0          | 166  | 16   |
| レクレアティーボ   | 2007-08  | 32         | 6          | 0          | 0          | 0                | 0                | 0          | 0          | 32   | 6    |
| 通算               | 通算     | 32         | 6          | 0          | 0          | 0                | 0                | 0          | 0          | 32   | 6    |
| ベンフィカ         | 2008-09  | 24         | 0          | 1          | 0          | 5                | 1                | 5          | 0          | 35   | 1    |
| ベンフィカ         | 2009-10  | 17         | 3          | 1          | 2          | 4                | 2                | 8          | 0          | 30   | 7    |
| ベンフィカ         | 2010-11  | 25         | 3          | 4          | 0          | 3                | 0                | 13         | 0          | 45   | 3    |
| 通算               | 通算     | 66         | 6          | 6          | 2          | 12               | 3                | 26         | 0          | 110  | 11   |
| 通算               | 通算     | 239        | 25         | 18         | 5          | 12               | 3                | 39         | 0          | 308  | 33   |

### 代表での成績
出典
| ポルトガル代表 | 国際Aマッチ | 国際Aマッチ |
| 年             | 出場        | 得点        |
| -------------- | ----------- | ----------- |
| 2006           | 2           | 0           |
| 2007           | 0           | 0           |
| 2008           | 3           | 1           |
| 2009           | 0           | 0           |
| 2010           | 3           | 1           |
| 2011           | 7           | 0           |
| 2012           | 1           | 0           |
| 2013           | 1           | 0           |
| 合計           | 17          | 2           |

### 代表での得点
| #  | 日時           | 場所       | 相手         | スコア | 最終結果 | 大会     |
| -- | -------------- | ---------- | ------------ | ------ | -------- | -------- |
| 1. | 2008年8月20日  | アヴェイロ | フェロー諸島 | 1-0    | 5-0      | 親善試合 |
| 2. | 2010年11月17日 | リスボン   | スペイン     | 1-0    | 4-0      | 親善試合 |

## タイトル
スポルティングCP
スーペルタッサ・カンディド・デ・オリベイラ : 2002
ベンフィカ
- スーペル・リーガ : 2009-10, 2013-14
- タッサ・ダ・リーガ : 2008-09, 2009-10, 2010-11